# Amphileberis
Amphileberis is een geslacht van kreeftachtigen uit de klasse van de Ostracoda (mosselkreeftjes).

## Soorten
- Amphileberis balcombensis (Mckenzie)
- Amphileberis nipponica (Yajima, 1978) Paik & Lee, 1988
- Amphileberis plauta Guan, 1978 †